# Eudesmia latifasciatus
Eudesmia latifasciatus là một loài bướm đêm thuộc phân họ Arctiinae, họ Erebidae.